# María Luz Galicia
María Luz Galicia Gonzalo (Madrid, 2 de febrero de 1940) es una actriz de cine española, que participó en dieciséis películas a lo largo de su carrera cinematográfica que abarcó desde la década de 1950 hasta la década de 1960. A veces aparecía acreditada como Mary Andersen.

## Biografía
Criada en una familia de pintores, era hija del pintor vallisoletano Francisco Galicia Estévez y hermana del diseñador de producción y pintor José Luis Galicia. Bailaora de flamenco, se casó con el productor y escenógrafo Eduardo Manzanos Brochero. Apareció en el primer programa de televisión emitido por RTVE en 1956.
En el cine italiano es recordada por interpretar el papel de Gina en la película Gli zitelloni (titulada en España, Una mujer para Marcelo), dirigida por Giorgio Bianchi en 1958, junto a Walter Chiari y Vittorio De Sica.

## Filmografía completa
- Duende y misterio del flamenco (1952)
- Cabaret (1953)
- Buenas noticias (1954)
- Señora ama (1955)
- El malvado Carabel (1956)
- Río Guadalquivir (1957)
- Una mujer para Marcelo (1958)
- Patio andaluz (1958)
- Las de Caín (1959)
- Ella y los veteranos (1961)
- Teresa de Jesús (1961)
- La venganza del Zorro (1962)
- Cabalgando hacia la muerte (El Zorro) (1962)
- Plaza de Oriente (1963)
- El vengador de California (1963)